# 宫先仪
宫先仪（1938年2月11日生），江苏江宁县人，水声工程专家。
1962年毕业于中国人民解放军军事工程学院。曾任中国船舶工业总公司第七研究院第715研究所研究员、总工程师，海洋声学国家重点实验室主任。现任中国船舶重工集团第715研究所研究员，浙江大学教授、博士生导师。2001年当选中国工程院院士。。